# Cegléd
Cegléd là một thành phố thuộc hạt Pest, Hungary. Thành phố này có diện tích 244,87 km², dân số năm 2010 là 38325 người, mật độ 157 người/km².